# Hôtel de Toulouse

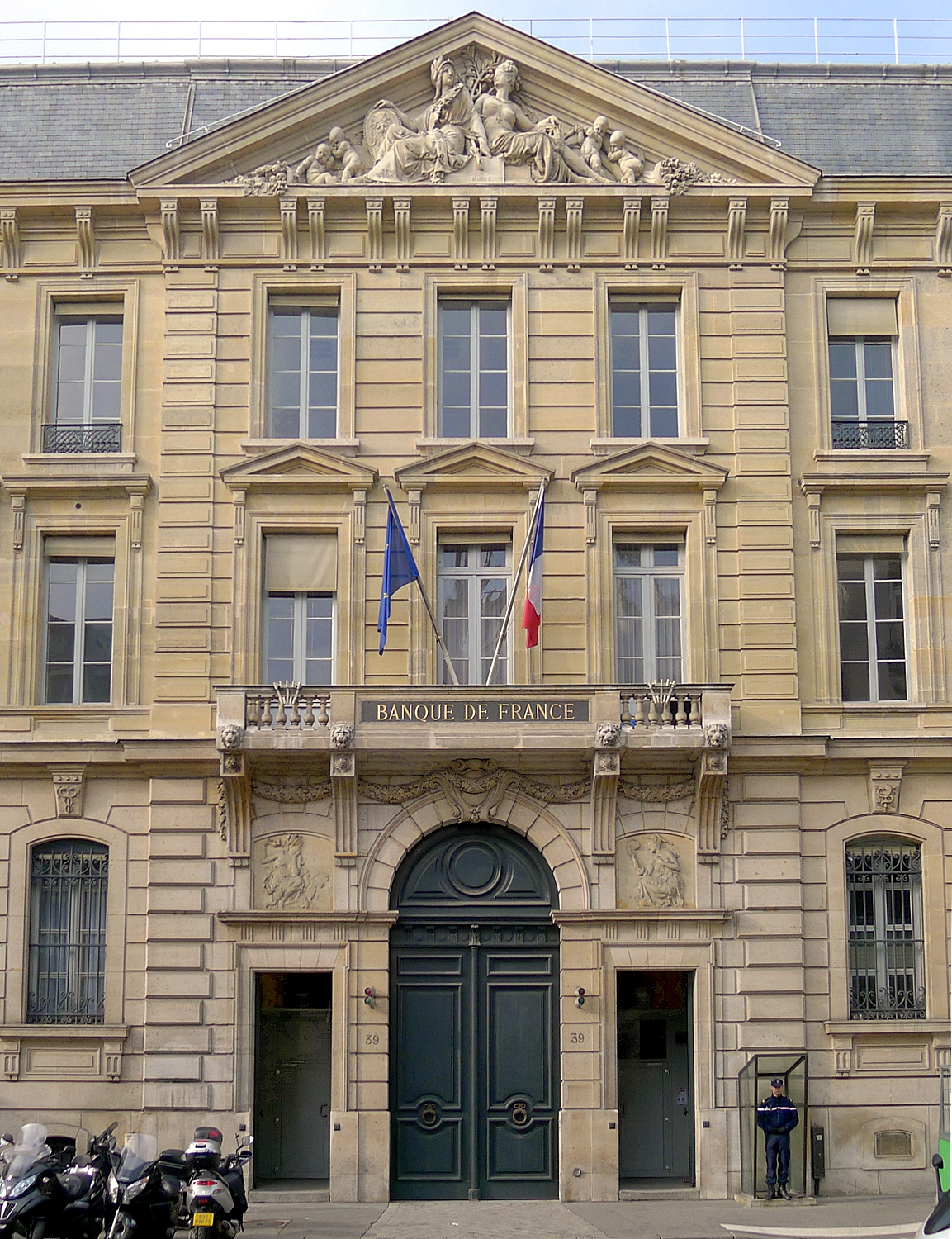
Hôtel de Toulouse

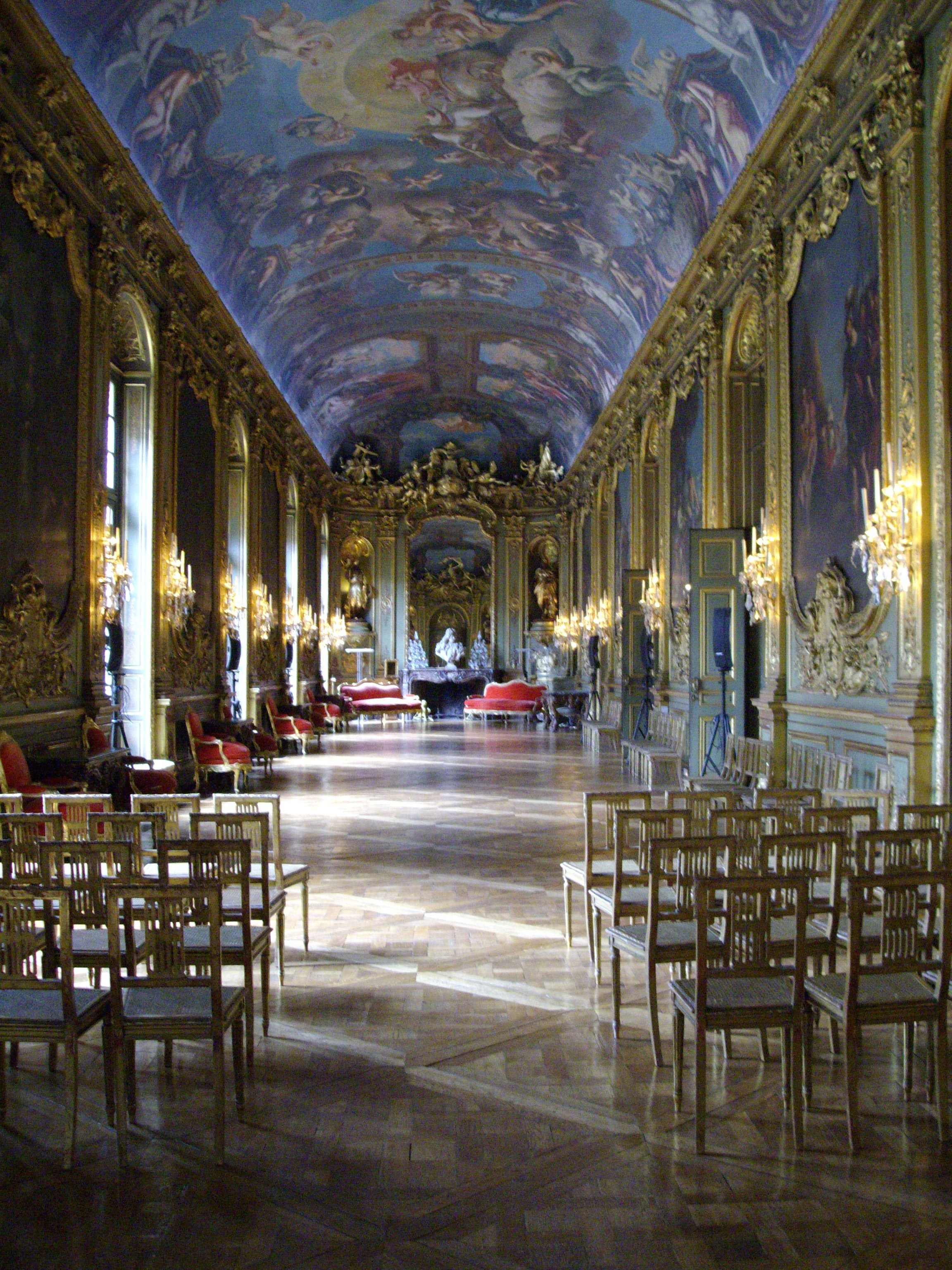
Die Galerie dorée im Hôtel de Toulouse

Das Hôtel de Toulouse, auch als Hôtel de La Vrillière bezeichnet, ist ein Hôtel particulier im 1. Arrondissement von Paris. Es steht in der Rue La Vrillière in der Nähe der Place des Victoires. Das Hôtel de Toulouse ist seit 1926 als Baudenkmal (Monument historique) geschützt.

## Geschichte
Das Hôtel de Toulouse wurde von 1634 bis 1640 nach den Plänen des Architekten François Mansart für Louis I. Phélypeaux de La Vrillière (1598–1681) errichtet. Der Bauherr, ein hoher Würdenträger des Ancien Régime, ließ darin eine 40 Meter lange Galerie für seine Kunstsammlung bauen. 1705 verkaufte sein Enkel Louis II. Phélypeaux de La Vrillière (1672–1725) das Gebäude an den reichen Zolleinnehmer Louis Raullin-Rouillé. Dessen Witwe verkaufte 1713 den Stadtpalast an Louis-Alexandre de Bourbon, Graf von Toulouse und Sohn Ludwigs XIV. und der Madame de Montespan. Das nun als Hôtel de Toulouse bezeichnete Gebäude wurde vom königlichen Architekten Robert de Cotte umgebaut. 1737 erbte Louis Jean Marie de Bourbon den Stadtpalast, der 1793 als Nationalgut beschlagnahmt wurde. Zunächst diente er der Imprimerie nationale und seit 1808 gehört das Hôtel de Toulouse der Banque de France, die dort bis heute ihre Hauptniederlassung hat. Im 19. Jahrhundert fanden viele bauliche Veränderungen statt und auf dem Grundstück wurden weitere Gebäude errichtet.

## Galerie dorée
Die Galerie dorée (dt. vergoldete Galerie) ist bis heute so erhalten geblieben, wie sie unter dem Grafen von Toulouse umgestaltet wurde. Die im Stil des französischen Barock gestaltete Galerie besitzt eine vergoldete Holztäfelung und zehn große Gemälde.
In der Galerie dorée, die besichtigt werden kann, wurden mehrmals Szenen für Spielfilme gedreht, so für Vatel und Marie Antoinette.